# Requiem (Kraus)
Das Requiem in d-Moll VB 1 von Joseph Martin Kraus ist eine Komposition für Sopran-, Alt- und Bariton-Solisten, vierstimmigen Chor, zwei Hörner und Streichorchester.
Das Requiem ist eines der frühesten erhaltenen Werke von Kraus, das sehr wahrscheinlich 1775 während seines Aufenthalts in Buchen entstand. Durch einen Verleumdungsprozess war sein Vater all seiner Ämter enthoben worden und Kraus wurde dadurch gezwungen, sein Jurastudium in Erfurt zu unterbrechen. 
Die Sätze des Werks lauten:
- Requiem aeternam (d-moll, Chor)
- Te decet hymnus (F-dur, Sopran)
- Kyrie (d-moll, Chor)
- Dies irae (d-moll, Chor)
- Lacrimosa (g-moll, Alt)
- Huic ergo (d-moll, Chor)
- Domine Jesu (F-dur, Chor)
- Quam olim Abrahae (d-moll, Chor)
- Sanctus (d-moll, Hosanna in D-dur, Chor)
- Benedictus (G-dur, Arie für Alt und Sopran)
- Agnus Dei und Communio (d-moll, Bariton und Chor)

Im Kyrie und im Dies irae sind Teile des liturgischen Textes ausgelassen. Entgegen der Kompositionstradition im 18. Jahrhundert ist nur das Kyrie als Fuge gesetzt. Alle anderen Chorsätze sind homophon geführt. Unüblich ist auch, dass in den Soloarien weitgehend auf Koloraturen verzichtet wird. Diese Besonderheiten sind nicht so sehr den Aufführungsmöglichkeiten in Buchen geschuldet, sondern entsprechen der ästhetischen Position des Komponisten zur geistlichen Musik, die er zwei Jahre später in seiner Schrift mit dem Titel „Etwas von und über Musik fürs Jahr 1777“ wie folgt erläutert: 
Wenn die Musik zur Begeisterung und volle Andacht zu erwecken, das ihrige beitragen soll, so ist es nicht möglich, solches mit Messen von heutigen Meistern zuwegezubringen. Ich habe an einem nicht mittelmäßigen Ort eine solche aufführen hören, und wundre mich bis heute – und kann mich nicht satt darüber wundern. Vor dem ersten Kyrie gieng eine rauschende Ouvertüre mit Trompeten und Pauken her – drauf fiel der Kor mit aller Force jauchzend hinein, und damit ja nichts gespart würde, die Sache zu verherrlichen, so hatte der Organist alle seine Register losgelassen, und bei jedem Griff brauchte er alle seine zehn Finger. Schmidt, Holzbauer, Brixi, Schmidt in Mainz haben Messen geliefert: Sezt andre Worte darunter, so könnt ihr Operettchen draus machen. Man nehme die mehr solid (wie man´s nennt!) gearbeitete Sachen des Waßmuts, Pögels, Richters, des großen Fux, Gassmanns – Wozu braucht man ein bloßes Amen etliche hundertmal zu wiederholen? Soll die Musik in den Kirchen nicht am meisten fürs Herz seyn? Taugen darzu Fugen?
Bei dieser Komposition verzichtet der 19-Jährige also bewusst auf virtuose Kunstfertigkeit zu Gunsten eines tief empfundenen Ausdrucks. Die Aufführungsdauer beträgt etwa 30 Minuten.
Das Original des Requiems ist nicht erhalten. In der Universitätsbibliothek von Uppsala wird eine Abschrift von 1802 aufbewahrt. 

## Einspielungen
- Benedek Istvánffy (1733–1778) Messa dedicata al patriarcha Santo Bendetto (1770?) - Joseph Martin Kraus (1756–1792) Requiem (1775), György Vashegyi, Purcell-Choir, Orfeo-Orchestra, Noémi Kiss, Judit Németh, Péter Drucker, István Kovács, Pál Benkó Hungaroton Classic 1998
- Joseph Martin Kraus - Miserere, Requiem, Stella coeli, Michael Schneider, Deutscher Kammerchor, La Stagione Frankfurt, Annemei Blessing-Leyhausen, Paul Gerhard Adam, Julian Prégardien, Ekkehard Abele, cpo, WDR und Deutschlandfunk 2009